# Los Yébenes
Los Yébenes település Spanyolországban, Toledo tartományban. Los Yébenes Urda, Fuente el Fresno, Los Cortijos, Retuerta del Bullaque, Marjaliza, Orgaz, Manzaneque, Mora és Consuegra községekkel határos. Lakosainak száma 5753 fő (2024).

## Népesség
A település népessége az utóbbi években az alábbiak szerint változott:
| Lakosok száma | 6154 | 6183 | 6320 | 6479 | 6367 | 6158 | 6009 | 5901 | 5752 | 5753 |
|               | 2001 | 2004 | 2007 | 2009 | 2012 | 2014 | 2017 | 2019 | 2022 | 2024 |